# Roger Adrià
Adrià i Oliveras est un nom catalan. Le premier nom de famille, paternel, est Adrià ; le second, maternel, souvent omis, est Oliveras ; les deux sont fréquemment liés par la conjonction « i ».
Roger Adrià Oliveras, né le 18 avril 1998 à Barcelone, est un coureur cycliste espagnol.

## Biographie
Footballeur durant sa jeunesse, Roger Adrià joue au RCD Espanyol, au Terrassa Futbol Club et au FC Sant Cugat Esport dans les catégories de jeunes, au poste de milieu de terrain, en ayant comme modèle Andrés Iniesta. Diverses blessures le contraignent cependant à arrêter ce sport.
Il commence le cyclisme en 2015, au Club Ciclista Mollet. Après de bons résultats chez les juniors (moins de 19 ans), il intègre en 2017 le club Lizarte, où il court durant trois saisons. Bon grimpeur, il s'illustre chez les amateurs en remportant notamment le classement final de la Coupe d'Espagne en 2019. Il obtient également diverses places d'honneur lors des championnats d'Espagne espoirs (moins de 23 ans).
Il passe finalement professionnel en 2020 dans la nouvelle équipe Kern Pharma, créée sur la structure de Lizarte.
Testé positif au SARS-CoV-2, Adrià, comme ses coéquipiers Héctor Carretero et Pau Miquel, est non-partant lors de la onzième étape du Tour d'Espagne 2022.
Après une série de classements dans le top 10 au cours de la saison 2023, il est annoncé en août de la même année qu'Adrià rejoindrait l'équipe World Tour Bora-Hansgrohe pour la saison 2024. Le 18 septembre 2024, il s’impose à la citadelle de Namur au terme du Grand Prix de Wallonie

## Palmarès

### Palmarès amateur
- 2015
  - 1re étape du Tour de Pampelune
- 2016
  - Tour d'Alava
  - Trophée Ramos
  - Trophée Lacturale
- 2017
  - 2e du Gran Premio San Lorenzo
- 2018
  - Premio San Pedro
  - 2e du championnat d'Espagne du contre-la-montre espoirs
  - 3e du Circuito de Pascuas
  - 3e de la Prueba Loinaz
- 2019
  - Vainqueur de la Coupe d'Espagne amateurs
  - Mémorial Pascual Momparler
  - Gran Premio San Lorenzo
  - 1re étape du Tour de Galice (contre-la-montre par équipes)
  - 2e de l'Aiztondo Klasika
  - 2e du Grand Prix Macario
  - 3e du Mémorial Valenciaga

### Palmarès professionnel
- 2020
  - 3e du Tour du Frioul-Vénétie Julienne
- 2021
  - 3e de la Classique d'Ordizia
- 2022
  - 2e étape de la Route d'Occitanie
- 2023
  - 3e de la Classic Grand Besançon Doubs
- 2024
  - Grand Prix de Wallonie
  - 3e du Grand Prix du canton d'Argovie
  - 3e de la Coppa Bernocchi
  - 5e d'Eschborn-Francfort
- 2025
  - 1re étape du Tour de Burgos
  - 3e du championnat d'Espagne sur route
  - 10e des Strade Bianche

## Résultats sur les grands tours

### Tour d'Espagne
2 participations
- 2022 : non-partant (11e étape)
- 2024 : 43e

## Classements mondiaux
| Année                                 | 2017  | 2018  | 2019  | 2020 | 2021 | 2022 | 2023 | 2024 |
| ------------------------------------- | ----- | ----- | ----- | ---- | ---- | ---- | ---- | ---- |
| Classement mondial                    | 2641e | 1880e | 2036e | 705e | 229e | 407e | 171e | 71e  |
| UCI Europe Tour                       | 1802e | 1249e | 1329e | 565e | 196e | 327e | nc   | 56e  |
|                                       |       |       |       |      |      |      |      |      |
| Légende : nc = non classéSource : UCI |       |       |       |      |      |      |      |      |